# Władimir Markownikow
Władimir Wasiljewicz Markownikow (ros. Владимир Васильевич Марковников, ur. 1838, zm. 1904) – rosyjski chemik, twórca reguły Markownikowa, określającej przyłączanie się fluorowcowodorów do węglowodorów nienasyconych.
Od 1868 roku był profesorem uniwersytetu w Kazaniu, a od 1873 roku w Moskwie. Badał skład kaukaskiej ropy naftowej, a występujące w niej węglowodory alicykliczne określił naftenami.